# 1995 v športu
1995 v športu.

## Avto - moto šport
- Formula 1: – Michael Schumacher,  slavi svoj drugi naslov z devetimi zmagami in 102 točkami za Benetton – Renault, konstruktorski naslov je šel prav tako v roke moštvu Benetton – Renault z 137 točkami

- 500 milj Indianapolisa: slavil je Jacques Villeneuve, Kanada, z bolidom Reynard/Ford Cosworth, za moštvo Team Green[1]

## Kolesarstvo
- Tour de France 1995: Miguel Induraín, Španija
- Giro d'Italia: Tony Rominger, Švica

## Košarka
- Pokal evropskih prvakov: Real Madrid
- NBA: Houston Rockets premagajo s 4 – 0 v zmagah Orlando Magic, MVP finale je bil Hakeem Olajuwon[2]
- Evropsko prvenstvo v košarki 1995: 1. ZR Jugoslavija, 2. Litva, 3. Hrvaška[3]

## Nogomet
- Liga prvakov: Ajax premaga A.C. Milan z rezultatom 1 – 0[4]

## Rokomet
- Liga prvakov: španska Bidasoa je s 56-47 premagala hrvaški Zagreb v dveh finalnih tekmah (30-20 in 27-26)[5]
- Liga prvakinj: avstrijski Hypo je s 40-36 premagal hrvaško Podravko v dveh finalnih tekmah (17-14 in 26-19)[6]

## Smučanje
- Alpsko smučanje:  
  - Svetovni pokal v alpskem smučanju, 1995
    - Moški: Alberto Tomba, Italija, njegov prvi in edini naslov[7]
    - Ženske: Vreni Schneider, Švica, njen tretji, zadnji naslov[8]
- Nordijsko smučanje: 
  - Svetovni pokal v smučarskih skokih 1995: 
    - Moški: 1. Andreas Goldberger, Avstrija, 2. Roberto Cecon, Italija, 3. Janne Ahonen, Finska[9]
    - Pokal narodov: 1. Finska, 2. Avstrija, 3. Japonska

## Tenis
- Turnirji Grand Slam za moške:
  - 1. Odprto prvenstvo Avstralije: Andre Agassi, ZDA[10]
  - 2. Odprto prvenstvo Francije:  Thomas Muster, Avstrija
  - 3. Odprto prvenstvo Anglije – Wimbledon: Pete Sampras, ZDA[11]
  - 4. Odprto prvenstvo ZDA: Pete Sampras, ZDA
- Turnirji Grand Slam za ženske:
  - 1. Odprto prvenstvo Avstralije: Mary Pierce, Francija[12]
  - 2. Odprto prvenstvo Francije: Steffi Graf, Nemčija
  - 3. Odprto prvenstvo Anglije – Wimbledon: Steffi Graf, Nemčija[13]
  - 4. Odprto prvenstvo ZDA: Steffi Graf, Nemčija
- Davisov pokal: ZDA slavi s 3-2 nad Rusija[14]

## Hokej na ledu
- NHL – Stanleyjev pokal: New Jersey Devils zmagajo s 4 proti 0 nad Detroit Red Wingsi
- SP 1995: 1. Finska, 2. Švedska, 3. Kanada[15]

## Rojstva
- 20. januar: Adrian Gomboc, slovenski judoist
- 8. februar: Joshua Kimmich, nemški nogometaš
- 21. februar: Aleksej Nikolić, slovenski košarkar
- 7. marec: Urša Bogataj, slovenska smučarska skakalka
- 13. marec: Mikaela Shiffrin, ameriška alpska smučarka
- 6. junij: Štefan Hadalin, slovenski alpski smučar
- 13. junij: Petra Vlhová, slovaška alpska smučarka
- 17. junij: Anamarija Lampič, slovenska smučarska tekačica
- 4. julij: Johann André Forfang, norveški smučarski skakalec
- 12. julij: Luke Shaw, angleški nogometaš
- 16. avgust: Marco Schwarz, avstrijski alpski smučar
- 28. avgust: Andreas Wellinger, nemški smučarski skakalec
- 30. september: Jan Barbarič, slovenski košarkar
- 7. oktober: Petar Stojanović, slovenski nogometaš
- 3. november: Coline Mattel, francoska smučarska skakalka
- 4. december: Nik Henigman, slovenski rokometaš

## Smrti
- ? januar: Giovanni Lurani, italijanski dirkač, avtomobilski inženir in publicist (* 1905)
- 9. januar: Gisela Mauermayer, nemška atletinja (* 1913)
- 30. januar: Antonio Brivio, italijanski dirkač (* 1905)
- 2. februar: Fred Perry , angleški tenisač (* 1909)
- 25. maj: Krešimir Ćosić, hrvaški košarkar (* 1948)
- 4. junij: Sergej Kapustin, ruski hokejist (* 1953)
- 16. junij: Tore Edman, švedski smučarski skakalec (* 1904)
- 23. junij: Anatolij Tarasov, ruski hokejist, nogometaš, igralec bandyja in hokejski trener, (* 1918)
- 3. julij: Pancho González, ameriški tenisač (* 1928)
- 9. julij: Rudi Finžgar, slovenski smučarski skakalec (* 1920)
- 17. julij: Juan Manuel Fangio, argentinski dirkač Formule 1 (* 1911)
- 25. julij: Vladimír Dzurilla, slovaški hokejist (* 1942)
- 18. september: Oleg Tverdohleb, ukrajinski atlet (* 1969)
- 7. oktober: Louis Meyer, ameriški dirkač (* 1904)
- 25. oktober: Bobby Riggs, ameriški tenisač (* 1918)
- 27. november: Giancarlo Baghetti, italijanski dirkač Formule 1 (* 1934)
- 27. december: Winslow Hall, ameriški veslač (* 1912)